# 404 (số)
404 (bốn trăm linh bốn) là một số tự nhiên ngay sau 403 và ngay trước 405.